# Arthur E. Williams

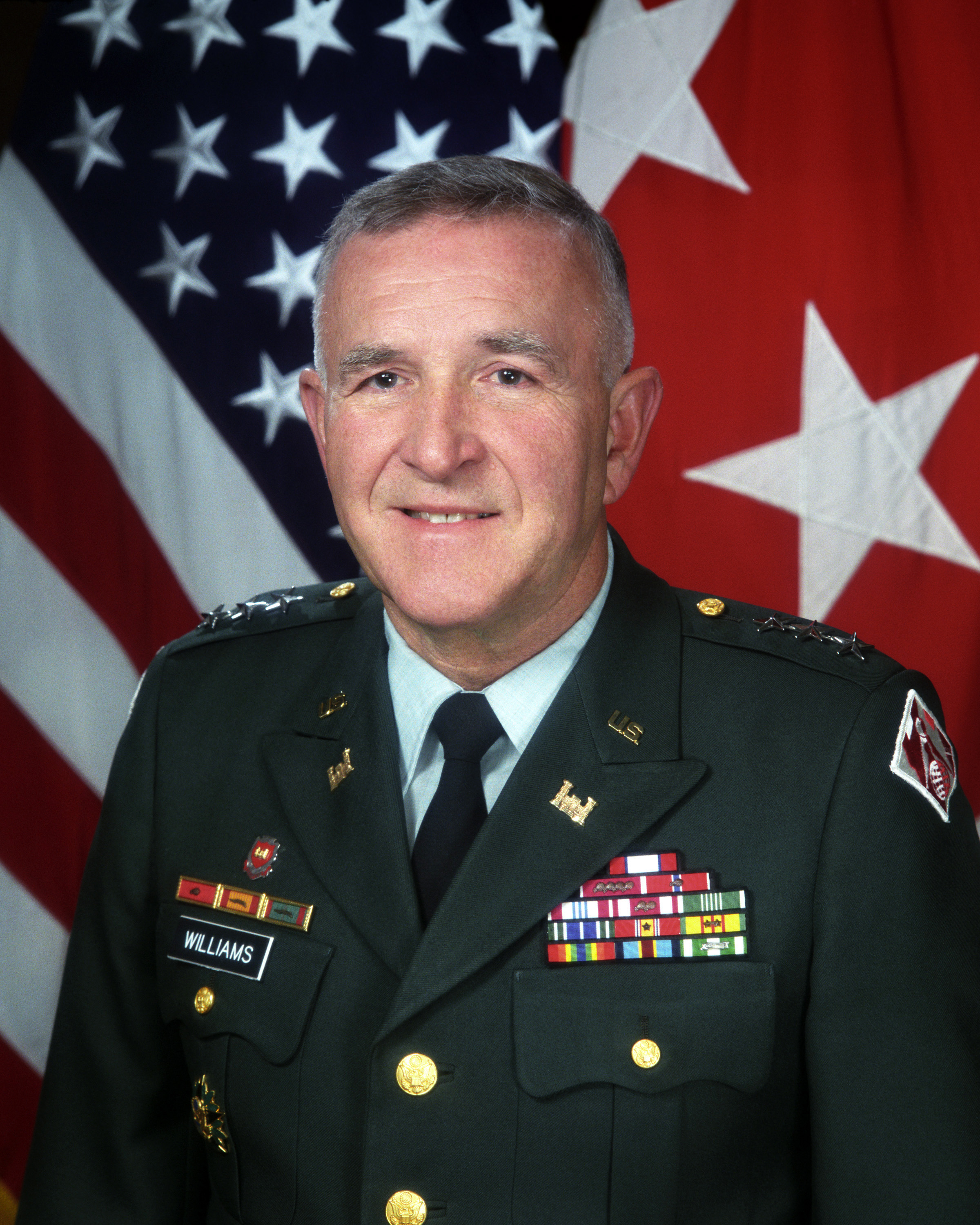
Arthur E. Williams (1995)

Arthur E. Williams (* 28. März 1938 in Watertown, Jefferson County, New York) ist ein pensionierter Generalleutnant der United States Army. Er war unter anderem Kommandeur des United States Army Corps of Engineers.
Über das ROTC-Programm der St. Lawrence University gelangte Arthur Williams im Jahr 1960 in das Offizierskorps des US-Heeres. Dort wurde er als Leutnant den Pionieren (Corps of Engineers) zugeteilt. In der Armee durchlief er anschließend alle Offiziersränge vom Leutnant bis zum Drei-Sterne-General.
Im Lauf seiner militärischen Karriere absolvierte Williams verschiedene Studiengänge und Schulungen. Dazu gehörten unter anderem das Rensselaer Polytechnic Institute und die Stanford University.
In seinen jüngeren Jahren absolvierte er den für Offiziere in den niederen Rangstufen üblichen Dienst in verschiedenen Einheiten und Standorten. Im weiteren Verlauf seiner Laufbahn kommandierte er Pioniereinheiten auf fast allen militärischen Ebenen. Zwischenzeitlich wurde er auch als Stabsoffizier eingesetzt. Als Pionier (Engineer) gehörten der Hochwasserschutz, der Ausbau von Hafenanlagen und deren militärischer Verteidigung, Flussregulierungen, der Bau von Schleusen und Stauwerken sowie von Straßen und Flugplätzen zu seinem Aufgabenbereich.
Er war unter anderem als Kompaniechef in Deutschland stationiert. Danach wurde er zwei Mal im Vietnamkrieg eingesetzt. Dabei kommandierte er bei seinem ersten Einsatz eine im Bauwesen eingesetzte Pionierkompanie. Bei seinem zweiten Einsatz in Vietnam war er Stabsoffizier in einem Pionier-Bataillon. Im weiteren Verlauf seiner militärischen Karriere wurde er nach Südkorea beordert, wo er das 44. Pionier-Bataillon kommandierte. Daran schloss sich eine Verwendung als Stabsoffizier beim Army Military Personnel Center an.
In den Jahren 1982 bis 1985 leitete Williams den Pionierbezirk um Sacramento in Kalifornien. Anschließend wurde er Stabschef im Hauptquartier des Corps of Engineers. Danach erhielt er das Kommando über die Pionierdivision im pazifischen Raum (Pacific Ocean Division). Später übte er die gleiche Funktion bei der für das untere Mississippital zuständigen Division. Im Februar 1990 wurde er vom Präsidenten George Bush Sr. zum Leiter der Mississippi River Commission bestellt. Dieses Amt bekleidete er bis 1991, dann kehrte er zum Stab des Corps of Engineers zurück, wo er die Verwaltungsstelle Director of Civil Works bekleidete.
Im August 1992 wurde Arthur Williams als Nachfolger von Henry J. Hatch neuer Kommandeur des Corps of Engineers. Dieses Amt bekleidete er bis zum Juni 1996. Anschließend ging er in den Ruhestand. Seither arbeitet er als Berater für die in Washington, D.C. ansässige Firma Dawson & Associates.

## Orden und Auszeichnungen
Arthur Williams erhielt im Lauf seiner militärischen Laufbahn unter anderem folgende Auszeichnungen:
- Army Distinguished Service Medal
- Legion of Merit
- Bronze Star Medal
- Defense Meritorious Service Medal